# Пальта
Пальта — река в России, протекает в Краснокамском районе Пермского края. Река впадает в Воткинское водохранилище, устье реки находится в 631 км по правому берегу Камы. Длина реки составляет 17 км, площадь водосборного бассейна 36,2 км².
Исток реки на Верхнекамской возвышенности на границе с Нытвенским районом в 15 км к северу от центра города Краснокамск. Река течёт на юг, в среднем течение протекает через село Чёрная и деревню Даньки. В нижнем течении течёт по территории Краснокамска, впадает в Каму в его западной части.

## Данные водного реестра
По данным государственного водного реестра России относится к Камскому бассейновому округу, водохозяйственный участок реки — Кама от Камского гидроузла до Воткинского гидроузла, речной подбассейн реки — бассейны притоков Камы до впадения Белой. Речной бассейн реки — Кама.
По данным геоинформационной системы водохозяйственного районирования территории РФ, подготовленной Федеральным агентством водных ресурсов:
- Код водного объекта в государственном водном реестре — 10010101012111100014103
- Код по гидрологической изученности (ГИ) — 111101410
- Код бассейна — 10.01.01.010
- Номер тома по ГИ — 11
- Выпуск по ГИ — 1